# 유기 (명나라)

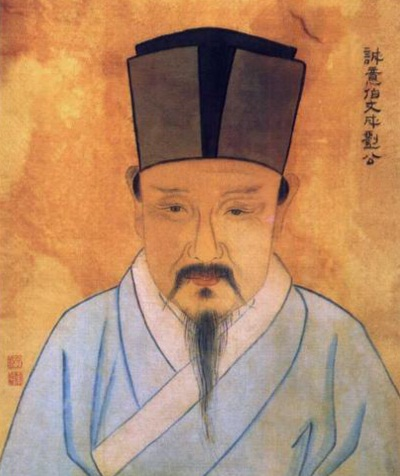
유기

유기(劉基, 1311년 7월 1일 ~ 1375년 5월 16일)는 중국 명나라의 군사 전략가, 정치가, 시인이다. 자(字)가 백온(伯溫)이기에 유백온(劉伯溫)으로 흔히 불린다. 시호는 문성(文成). 절강성(浙江省) 온주(溫州) 문성현(文成縣) 남전(南田) 출신이다. 그의 출신지 문성이 후에 청전(靑田)이라 부르기 시작하여, 때때로 그를 유청전(劉靑田)으로 칭하기도 한다.
주원장의 부하가 되어 명나라를 건국하는 과정에 큰 공적을 올렸고, 건국 후에는 명나라를 안정시키는 일에 전념했다. 송렴(宋濂)과 함께 당대 제일의 문필가로도 알려져 있다. 저서로 『욱리자(郁離子)』 10권, 『부부집(覆瓿集)』 24권, 『사정집(寫情集)』 4권, 『이미공집(犁眉公集)』 5권을 남겼다. 그 밖에 명리학(命理學) 교과서인 『적천수(滴天髓)』의 저자로 알려져 있다. 사회 흥망을 예언한 『추배도(推背圖)』를 쓴 것으로도 알려졌으나, 사실이 아니다.
중국에서는 제갈량과 비교하며 천재 군사로 숭배하고 있다. 명나라 초기를 무대로 하는 소설, 희곡 등에 많이 등장한다. 소설이나 희곡에서는 흔히 유백온으로 불리며 청렴, 강직한 성품으로 인해 사랑받는 편이다. 유기가 제갈량보다 더 뛰어난 책사였다고 하는 평가도 있다. 제갈량은 대업 달성에 실패한 반면에 유기는 주원장을 도와 천하통일을 완성했기 때문이다.

## 생애
1311년 절강성 남전에서 태어났다. 어려서부터 총명해 한 번 읽은 책은 다 외웠고 문장을 잘 썼다. 특히 경학에 능통하고 다양한 학설에도 밝았다. 14살 때 『춘추』를 배웠는데 줄줄 읽을 뿐 아니라 책 전부를 외워서 쓸 수도 있었다.
원나라 말기 유기는 과거에 합격하여 서주(徐州) 고안(高安)의 현승(縣丞)으로 임명되었다. 그러나 강직함이 지나쳐 상관과 마찰 끝에 관직에서 물러났다. 얼마 후 다시 강절(江浙) 유학부제거(儒學副提擧)에 부임했으나, 역시 탄핵을 받아 사퇴한 후 고향에 은둔해서 노도원(盧道元), 우문공량(宇文公諒) 등 문인들과 어울려 서호(西湖) 유람으로 시간을 보냈다.
유기는 기인이었다. 천하를 이야기할 때는 신중하고 엄숙한 기색이 얼굴에 드러났고, 병법은 깊이를 재기 어려울 정도로 다양했고, 천문과 지리에 통달했으며, 미래를 정확하게 예측하는 재주까지 갖추었다. 『명사(明史)』 유기전(劉基傳)에는 “세상에는 그가 음양설을 이용하여 점 치는 기술이 능하다고 신기하게 여기지만, 그 정도에 머무는 것이 아니다."라고 적고 있다. 점을 쳐서 앞날을 내다보는 게 아니라 '치국평천하'라는 뚜렷하고 원대한 전략을 품고 미래를 예측했다는 뜻이다. 
1356년 남경을 함락해 절강성 동부를 장악한 주원장은 유기, 장일(章溢), 섭침(葉琛), 송렴(宋濂) 등 "절동(浙東)의 네 선생"을 초청해 도움을 청했다. 이때 모친이 "예부터 난세에는 군주를 따르지 않는다 했는데, 어찌 나가시려 하는가?"라고 만류했으나, 유기는 끝내 주원장의 초빙에 응했고, 이후 주원장의 참모로 활약했다.
참모로서 유기는 시무십팔책(時務十八策)을 올려 주원장의 갈 길을 제시했다. 홍건적의 명목상 수령인 한림아(韓林兒)에 대해서, "목동에 지나지 않는다. 이런 사람을 모시면 어떻게 되겠나?"라고 하면서 제지했다. 또한 주원장이 호남의 진우량(陳友諒)을 제외하고 소주의 장사성(張士誠)을 토벌하려 했을 때, 먼저 진우량을 토벌해야 할 이유를 진언했다. 
"진우량은 자신의 주군을 위협하고 부하들을 협박하여 난을 일으켰으니 명분이 약합니다. 또한 우리보다 상류 쪽에 자리 잡고 있습니다. 장사성은 돈만 밝히는 인사여서 진우량이 도움을 요청해도 절대 군사를 보내 돕지 않을 것입니다. 진우량이 궤멸되면, 장사성은 고립되니 공략하기 쉽습니다. 두 사람을 공략해서 남방을 안정시킨 후 북의 중원을 취하면 천하제패는 시간문제입니다."
이처럼 그가 밝은 길을 제시하자 주원장도 유기를 크게 신뢰해 “우리의 장자방(張子房, 장량)”이라고 불렸다. 후세의 사가들은 "진우량을 평정하고 장사성을 토벌한 것이 중원을 평정하는 중요한 기반이 되었으며, 유기의 공이 가장 컸다."라고 평했다. 
명나라가 건국된 후 유기는 성의백(誠意伯)에 봉해지고, 태사령과 어사중승이 되어, 주로 조정의 안정에 힘썼다. 그러나 기강을 바로잡기 위한 엄격한 법 집행을 주장하고, 강하게 이를 밀어붙였기에 이선장, 호유용 등 다른 신하의 미움을 샀다. 그들은 주원장에게 유기가 제단 앞에서 살인을 저지르는 불경죄를 저지르고, 다른 사람을 중상모략하는 등 다양한 이유를 들어서 고발했다. 이에 유기는 아내가 세상을 떠난 것을 핑계로 관직을 버리고 귀향했다. 
유기는 끝까지 공정함을 유지했다. 나중에 주원장의 청을 받아들여 관직에 복귀한 후 이선장이 죄를 추궁받았을 때, 유기는 오히려 이선장을 보호하려 애썼다. 이선장의 세력을 견제해 주길 바라는 주원장의 뜻과 달리, 어떻게든 권력투쟁에 휘말리지 않기 위해서였다. 1371년 좌승상 이선장이 사임한 지 두 달 뒤에 홍문관 학사 유기 역시 승상에 오른 왕광양(汪廣洋), 호유용 등의 압박을 느끼고 목숨을 구하기 위해 스스로 사임해 고향으로 은퇴했다. 떠나기 전 유기는 주원장에게 "서리와 눈이 녹으면 봄이 옵니다. 관대한 정책을 펼쳐야 합니다."라고 진언했으나, 주원장은 그의 충언을 듣지 않고 수많은 옥사를 일으켰다. 
의심 많던 주원장도 유기에 대한 중상모략에는 "그 사람이 천하를 대신 취하려는 마음이 있었다면, 건국 이전에 그 기회는 얼마든지 있었다."라고 말하면서 무시했다. 또한 주변에서 유기가 비밀스레 점을 친다고 비방할 때도 "유기가 말하는 것은 왕도이고, 언제나 공자 등 성현의 말씀으로 자신을 인도하는 데 어찌 점치는 기술이라 하느냐?"라면서 질책했다.
그러나 풍수에 밝은 유기가 왕의 기운이 서려 있는 곳에 자신의 묘를 쓰려 한다는 등 유기에 대한 중상모략은 끊이지 않았다. 이 때문에 유기는 주원장의 의심을 피하기 위해 남경에 머무르다가 근심이 극에 달해 병에 걸렸다. 1375년 주원장은 그를 고향으로 돌려보냈으나, 유기는 병을 이기지 못하고 한 달 만에 세상을 떠났다. 유기가 사망한 지 네 해 후, 호유용이 유기를 독살했다는 의혹이 퍼졌다. 유기의 장자인 유련(劉璉)이 호유용의 압박을 못 이기고 1377년 우물에 뛰어들어 스스로 목숨을 끊은 일도 의혹을 부채질했다. 그러나 호유용이 유기를 제거하려는 황제의 뜻을 알아채고 알아서 이 일을 저질렀다는 의혹도 있다. 어쨌든 이 일로 계기로 '호유용의 음모'로 불리는 대숙청이 시작됐다. 주원장은 개국공신과 그 가솔 수만 명을 일거에 죽이는 대규모 학살을 자행했다. "덕을 쌓아 형벌을 줄여야 합니다. 성군은 정치에서 엄격함과 관대함을 함께 품어야 함을 유념하십시오."라는 유기의 마지막 충언도 소용없었다.

## 평가
유기는 여러 책을 남겼고 문장으로도 유명했으나, 후세 사람들은 유기의 학문적 성과보다 그가 보여 준 군사 전략을 더 높이 평가했다. 명나라 말기의 문인 초굉(焦竤)은 『옥당총어(玉堂叢語)』에서 "유기는 문인으로 비범한 기상이 있어 사람들 상상을 초월했다. 특히 천문과 병법에서 핵심을 꿰뚫는 통찰력이 뛰어났다."라고 칭찬했다.
천하의 앞날은 내다보았으나 자신의 불행한 죽음을 알지 못했던 유기의 삶에 대해 명나라 말기의 유명한 문인 장대(張岱)는 이렇게 말했다. "유백온은 큰 공을 세웠지만 그 보답은 크지 않았다. 그는 배운 재주로 출세했고, 그 재주로 인해 불행해졌다. 평생 성품이 강직하여 일에 조금도 망설임이 없었다. 비록 시험해서는 안 될 약을 먹은 줄 알았지만, 적어도 군주는 자신의 진심을 알아주리라 믿었다. 그러나 역시 자신의 비참한 최후는 막지 못했다. 만약 신선이 있었다면 어찌 그가 몰랐을까? 의심이 많은 주군 앞에서 영웅이 세상을 속이는 말을 어찌 할 수 있단 말인가?"

## 같이 보기
- 호람의 옥

## 저작
- 백전기략 - 병법서.
- 적천수 - 오늘날에도 명리학의 교과서로 쓰일정도로 유명한 명리학관련 이론 서적.